# Chiloscyphus fiordlandiae
Chiloscyphus fiordlandiae là một loài Rêu trong họ Lophocoleaceae. Loài này được (E.A. Hodgs.) J.J. Engel & R.M. Schust. mô tả khoa học đầu tiên năm 1984.